# Cuatecomaco, Hidalgo
Cuatecomaco är en ort i Mexiko.   Den ligger i kommunen Jaltocán och delstaten Hidalgo, i den sydöstra delen av landet, 200 km norr om huvudstaden Mexico City. Cuatecomaco ligger 161 meter över havet och antalet invånare är 340.
Terrängen runt Cuatecomaco är kuperad söderut, men norrut är den platt. Runt Cuatecomaco är det ganska tätbefolkat, med 248 invånare per kvadratkilometer. Närmaste större samhälle är Huejutla de Reyes, 12,9 km öster om Cuatecomaco. Omgivningarna runt Cuatecomaco är en mosaik av jordbruksmark och naturlig växtlighet.